# Vreme na nasilie
Vreme na nasilie é um filme de drama búlgaro de 1988 dirigido e escrito por Ludmil Staikov. Foi selecionado como representante da Bulgária à edição do Oscar 1989, organizada pela Academia de Artes e Ciências Cinematográficas.

## Elenco
- Yosif Sarchadzhiev - Kara Ibrahim
- Rusi Chanev - The Priest, pop Aligorko
- Ivan Krastev - Manol
- Anya Pencheva - Sevda
- Valter Toski - the Venetian
- Vasil Mihaylov - Süleyman Aga
- Kalina Stefanova - Elitza
- Max Freeman - Momchil